# Puni Puni Poemi
Puni Puni Poemi (ぷにぷに☆ぽえみぃ?) è un OAV di soli due episodi, di circa 25 minuti l'uno, del 2001. Spin-off di Excel Saga, è un miscuglio di citazioni e situazioni completamente nonsense che rasentano l'hentai ed è diretto dallo stesso regista Shinichi Watanabe.

## Trama
Poemi Watanabe è una ragazzina di dieci anni che coltiva il sogno di diventare una famosa doppiatrice e vuole dimostrare a tutti il suo impegno in tutto ciò che fa, tuttavia a scuola viene spesso ripresa e la sua recitazione non è delle migliori. Un giorno però un misterioso alieno giunge sulla Terra ed uccide i suoi genitori ed inizia a portare il caos in tutta la città di Tokyo; così la piccola Poemi cerca rifugio dall'amica Futaba. Nel frattempo, per contrastare la minaccia proveniente dallo spazio, Futaba e le sue sorelle si trasformano nel gruppo di eroine chiamato Aasu Sisters, ma i loro poteri non sono sufficienti a battere il nemico, così a Poemi viene regalato un pesce che diventa una bacchetta magica, che le permette di trasformarsi in Puni Puni Poemi, ottenendo così il potere per fronteggiare le forze del male.

## Personaggi

### Principali
Poemi "Kobayashi" Watanabe (ワタナベぽえみ?, Watanabe Poemi)
Doppiata da: Yumiko Kobayashi
Ha dieci anni ed è una ragazzina iperattiva. Il ragazzo a cui va dietro non ricambia il suo amore e per questo a volte diventa triste. Il suo sogno è quello di diventare una doppiatrice e di tanto in tanto parla di sé stessa in terza persona chiamandosi Kobayashi (sarebbe la sua doppiatrice reale). Figlia di Nabeshin e Kumi Kumi, quando vengono uccisi dagli alieni si sposta a casa di Futaba Aasu, una sua amichetta che sembra avere una cotta per lei. Quando gli alieni invadono la Terra, un uomo misterioso le dona un pesce che, se squartato vivo con un coltello, è in grado di trasformarla nell'eroina Puni Puni Poemi, che incarna il volere stesso della Terra.
Shinichi "Nabeshin" Watanabe (ワタナベ"ナベシン"シンイチ?, Watanabe "Nabeshin" Shin'ichi)
Alter ego del regista Shinichi Watanabe e doppiato da lui stesso. In Excel Saga alla fine sposa Kumi Kumi. Questo potrebbe voler dire che Puni Puni Poemi è ambientato almeno dieci anni dopo il primo anime dato che Poemi ha dieci anni.
Kumi Kumi (クミクミさん?, Kumikumi-san)
Moglie di Nabeshin dal passato sconosciuto (si sa solo che viveva in montagna e ha salvato la vita a suo marito). Quando Nabeshin viene ucciso dagli alieni lei lo riporta in vita grazie al sapiente uso dell'agopuntura.
K (Kくん?, K-kun)
Doppiato da: Ryo Itou
Compagno di scuola di Poemi, è il suo grande amore, ma lui sembra piuttosto infastidito in realtà dalla ragazzina. K scopre di essere un alieno quando l'invasione comincia. Diventa il capo della razza malvagia e guida l'invasione che sembra avere l'unico scopo quello di abusare delle donne giapponesi.
Regina (魔道士の女王?, Madō-shi no joō)
Doppiata da: Yumiko Nakanishi
Non si conosce molto del ruolo che la Regina ricopre in tutta la storia. A volte sembra nemica del pianeta Terra, anche se accoglie l'arrivo di Puni Puni Poemi con gioia e sembra schierata contro gli alieni.

### Aasu Sisters
Sette sorelle che proteggono la Terra (infatti il loro nome viene pronunciato come la parola "Earth", Terra in inglese, secondo la pronuncia giapponese) contro le minacce aliene ma i loro poteri si rivelano totalmente inutili. Accolgono a casa loro la piccola Poemi dopo una lunga discussione.
Nanase Aasu (ああすななせ?, Āsu Nanase)
Doppiata da: Aya Hisakawa
28 anni, la più anziana della famiglia - lavora in un ufficio e ha il potere di sollevare un turbine di fiori, di nessun effetto sul nemico.
Mutsumi Aasu (ああすむつみ?, Āsu Mutsumi)
Doppiata da: Tomoko Kawakami
22 anni, ha un complesso per via dei suoi seni troppo piccoli. Il suo potere è quello di poter sempre cadere senza provocare danni.
Itsue Aasu (ああすいつえ?, Āsu Itsue)
Doppiata da: Kotono Mitsuishi
19 anni, è una dominatrice e di tanto in tanto, in uno scatto d'ira, frusta le sorelle.
Shii Aasu (ああすしい?, Āsu Shī)
Doppiata da: Omi Minami
18 anni, ha dei seni giganti che le provocano qualche problema. È in grado di rigenerare la Terra facendo crescere prati fioriti.
Mitsuki Aasu (ああすみつき?, Āsu Mitsuki)
Doppiata da: Atsuko Enomoto
15 anni, è in grado di utilizzare la super velocità nei suoi spostamenti.
Futaba Aasu (ああすふたば?, Āsu Futaba)
Doppiata da: Yuka Imai
Compagna di scuola di Poemi, è follemente innamorata di lei. Quando Poemi la salva dagli alieni le due si uniscono e trasformano gli alieni malvagi in una razza buona. Futaba è la parodia di Tomoyo Daidoji di Card Captor Sakura.
Hitomi Aasu (ああすひとみ?, Āsu Hitomi)
Doppiata da: Satomi Kōrogi
3 anni, è fin troppo cresciuta per la sua età ed è in grado di prevedere l'invasione aliena e i vari pericoli ad essa connessi.

## Episodi
| Nº | Titolo italiano (traduzione letterale) Giapponese 「Kanji」 - Rōmaji | Prima edizione   | Prima edizione |
| Nº | Titolo italiano (traduzione letterale) Giapponese 「Kanji」 - Rōmaji | Giapponese       |                |
| 1  | Poemi è di cattivo umore 「ぽえみはご機嫌ななめ」 - Poemi wa gokigennaname | 7 marzo 2001     |                |
| 1  | Poemi Watanabe è una ragazzina piena di energie. Il suo sogno è quello di diventare una grande doppiatrice, e vuole sempre dimostrare il suo impegno in tutto ciò che fa. Nonostante l'amore non vada a gonfie vele e a scuola venga ripresa in continuazione, non perde mai la sua grinta. Ma quando i suoi genitori, Nabeshin e Kumi-Kumi (da Excel Saga), vengono uccisi dagli alieni è costretta a rifugiarsi a casa della sua amica Futaba. L'invasione aliena minaccia la Terra e così Futaba e le sue sorelle si trasformano nelle eroine Aasu Sisters. I loro poteri però non servono praticamente a nulla e sembra che il destino del pianeta sia ormai segnato. Ma a Poemi, che rappresenta la Terra, viene regalato un pesce che tramite un doloroso processo diventa una bacchetta magica. E con questa si trasforma in Puni Puni Poemi e finalmente si scaglia contro le forze del male. |                  |                |
| 2  | Con un sogno più grande della Terra 「地球よりおっきな夢を抱いて」 - Chikyuu yori okki na yume wo idaite | 19 dicembre 2001 |                |
| 2  | Poemi usa quindi i suoi nuovi poteri nella battaglia contro il gigantesco robot alieno sconfiggendolo. A questo punto, come vera paladina della giustizia, gira il mondo cercando di sconfiggere il crimine, ma il suo senso della giustizia è molto diverso da quello comune e finisce per attirare contro di sé l'intero pianeta, comprese le Aasu Sisters che, quando scoprono la sua vera identità, non possono fare altro che perdonarla. Il giorno seguente però gli alieni si fanno avanti ancora una volta e il capo dei mostri malvagi (il ragazzo che Poemi ama) rapisce le sorelle per torturarle. A questo punto Poemi, non riuscendo a resistere alle torture sessuali inflitte a Futaba si libera e sconfigge gli alieni malvagi trasformandoli in una razza pacifica. |                  |                |